# Rudolf Štech
Rudolf Štech, též psáno Stech (1. září 1858 Panenský Týnec – 3. ledna 1908 Plzeň) byl český architekt a stavitel.

## Životopis
Narodil se 1. září 1858 v Panenském Týnci v rodině mistra zednického Karla Štecha. Po absolvování základní školy se vyučil zedníkem a potom vystudoval reálku v Lounech. Zprvu pracoval u svých strýců, stavitelů na Lounsku, kde vykonával stavební dozor na jejich stavbách. Později vystudoval architekturu na Vysoké škole technické v Praze. Studium architektury dokončil na akademii výtvarných umění ve Vídni. Zprvu pracoval v ateliéru vídeňského stavitele Schuhmachera, následně složil stavitelské zkoušky a začal podnikat ve Slaném. V letech 1877–1878 se podílel na přestavbě slánského gymnázia. Ve Slaném postavil několik měšťanských domů, okresní hospodářskou záložnu a radnici. Kolem roku 1880 působil také v Klatovech.
V roce 1889 odešel ze Slaného do Plzně, kde dostal zadánu stavbu nové synagogy. V roce 1891 se do Plzně natrvalo přestěhoval a stal se známým architektem a podnikatelem. Navrhl řadu obytných a veřejných budov, postavil mj. synagogu, městské divadlo (dnes Divadlo Josefa Kajetána Tyla), poštu, obecní pivovar a další stavby (včetně vlastní vily). Spolupracoval s M. Alšem a J. Bosáčkem na výzdobách průčelí domů sgrafity a malbami. Ke konci 19. století se dostal do finančních potíží a jejich překonání si sliboval od velké zakázky – výstavby nového plzeňského nádraží. Zakázku ale od samého začátku provázely komplikace a vše vyvrcholilo v roce 1907, kdy berní úřad zabavil jeho pohledávky u železnice. Rudolf Štech následně spáchal 2. ledna 1908 v Plzni sebevraždu.

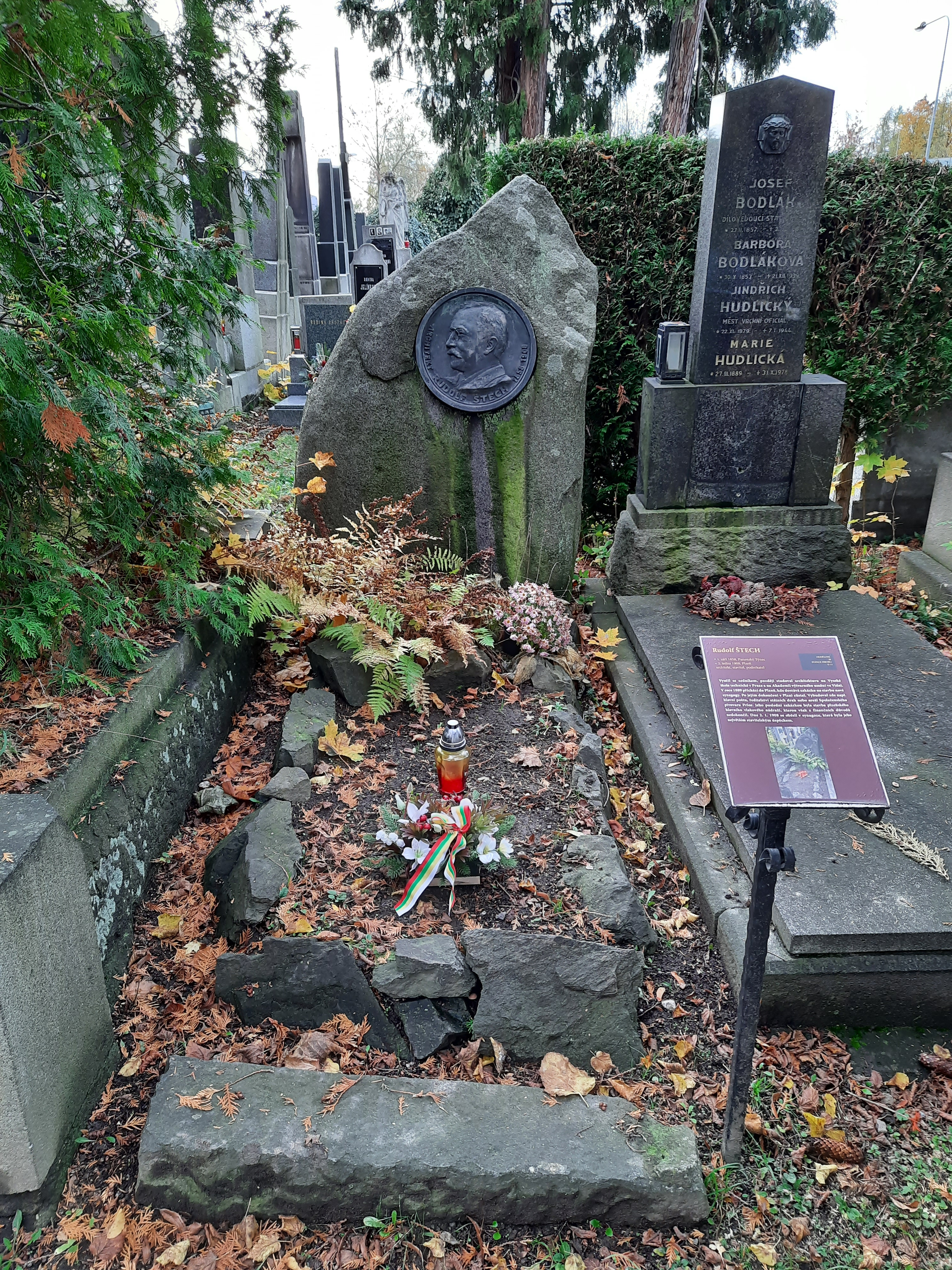
Hrob Rudolfa Štecha na Ústředním hřbitově v Plzni